# ستيفن هوبز
ستيفن هوبز (بالإنجليزية: Stephen Hobbs)‏ هو لاعب كرة قدم أمريكية أمريكي، ولد في 14 نوفمبر 1965 في مندنهال في الولايات المتحدة.

## وصلات خارجية
- ستيفن هوبز على موقع مرجع كرة القدم المحترفة.كوم (الإنجليزية)